# Jonas Abrahamsen
Jonas Abrahamsen (Skien, 20 de septiembre de 1995) es un ciclista profesional noruego que milita en las filas del conjunto Uno-X Mobility.

## Biografía
En 2017 se incorporó al nuevo equipo continental noruego Uno-X Hydrogen Development. Buen escalador, destacó en junior al terminar tercero en una etapa y décimo en la Carrera de la Paz sub-23, parte de la Copa de las Naciones sub-23. Durante el verano ganó la Etape du Tour, una carrera cicloturista disputada antes del Tour de Francia y que finalizaba en el Tourmalet.
El 2 de junio de 2024 ganó en solitario la Brussels Cycling Classic, su primera victoria en una carrera UCI ProSeries.

## Palmarés
2020
- 1 etapa del Tour de Malopolska

2023
- 3.º en el Campeonato de Noruega en Ruta

2024
- Brussels Cycling Classic

2025
- 1 etapa del Tour de Francia
- Circuito Franco-Belga

## Resultados en Grandes Vueltas y Campeonatos del Mundo
| Carrera         | Carrera         | 2014 | 2015 | 2016 | 2017 | 2018 | 2019 | 2020 | 2021 | 2022 | 2023 | 2024 | 2025 |
| --------------- | --------------- | ---- | ---- | ---- | ---- | ---- | ---- | ---- | ---- | ---- | ---- | ---- | ---- |
|                 | Giro de Italia  | —    | —    | —    | —    | —    | —    | —    | —    | —    | —    | —    | —    |
|                 | Tour de Francia | —    | —    | —    | —    | —    | —    | —    | —    | —    | 85.º | 55.º | 71.º |
|                 | Vuelta a España | —    | —    | —    | —    | —    | —    | —    | —    | —    | —    | —    | —    |
| Mundial en Ruta | Mundial en Ruta | —    | —    | —    | —    | —    | —    | —    | —    | —    | Ab.  | Ab.  | —    |

―: no participa
Ab.: abandono

## Equipos
- Motiv3 Pro-Cycling Team (01.01.2014-18.06.2014)
- Team Oster Hus-Ridley (18.06.2014-31.12.2014)
- Team Ringeriks-Kraft (2016)
- Uno-X Development Team (2017-2020)
  - Uno-X Hydrogen Development Team (2017)
  - Uno-X Norwegian Development Team (2018-2020)
- Uno-X (2021-)
  - Uno-X Pro Cycling Team (2021-2023)
  - Uno-X Mobility (2024-)